# Wilmington (Delaware)
Wilmington je grad u američkoj saveznoj državi Delaware. Prema popisu stanovništva iz 2010. u njemu je živjelo 70.851 stanovnika.